# Капетан Филипс
Капетан Филипс (енгл. Captain Phillips) је амерички акциони трилер из 2013. године, који је режирао Пол Гринграс. Сценарио је заснован на мотивима романа „Капетанова дужност“ Ричарда Филипса, које је амерички капетан написао по истинитом догађају, у ком је сам учествовао. Филм је номинован за четири Златна глобуса и шест Оскара, међу којима је и Оскар за најбољи филм.

## Радња
Капетан Ричард Филипс добија управу над теретним бродом, који од луке у Салали (Оман) треба да дође до Момбасе (Кенија). У Аденском заливу, он и чланови посаде изложени су нападу младих и насилних сомалијских пирата.

## Главне улоге
| Глумац       | Улога         |
| ------------ | ------------- |
| Том Хенкс    | Ричард Филипс |
| Баркад Абди  | Абдували Мусе |
| Кетрин Кинер | Андреа Филипс |